# Collection ChristopheL
 (février 2014).
Si vous disposez d'ouvrages ou d'articles de référence ou si vous connaissez des sites web de qualité traitant du thème abordé ici, merci de compléter l'article en donnant les références utiles à sa vérifiabilité et en les liant à la section « Notes et références ».

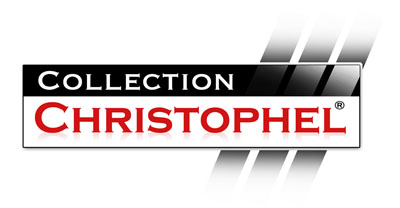
Logo de la Collection Christophel

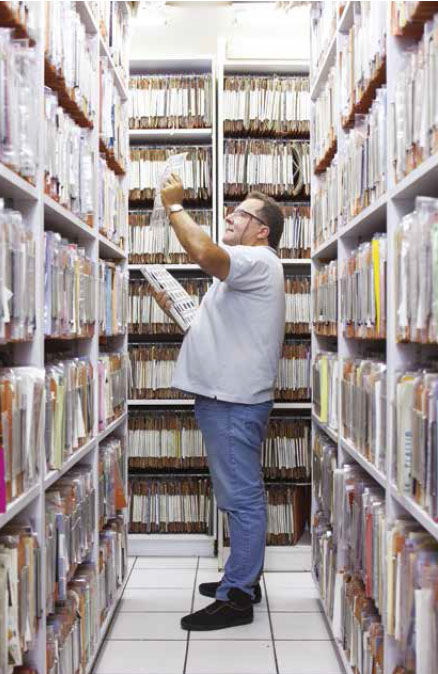
Un salarié dans les archives de la Collection ChristopheL

La collection ChristopheL est un fonds d'archives cinématographiques français recensant près de 300 000 films et plusieurs millions d’éléments (affiches originales et retirages, photos de films, articles, coupures et dossiers de presse, Ektachromes originaux, négatifs de films etc.).